# Odontotrema melaneliae
Odontotrema melaneliae är en lavart som beskrevs av Paul Diederich och Mikhail P. Zhurbenko. Odontotrema melaneliae ingår i släktet Odontotrema, och familjen Odontotremataceae. Arten är reproducerande i Sverige.